# 金斯敦 (澳大利亞國會選區)

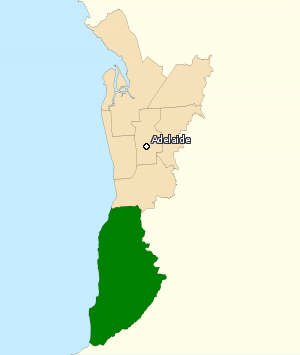

金斯敦選區（英語：Division of Kingston），是澳大利亞南澳大利亞州的下議院選區，位於首府阿德萊德南方遠郊。面積377平方公里。
選區始於1949年，紀念州督、國會下議院議員查爾斯·金斯敦。是工黨和自由黨競爭的選區。2010年大選，工黨的阿曼達·里什沃斯連任成功。